# 梶取信号所

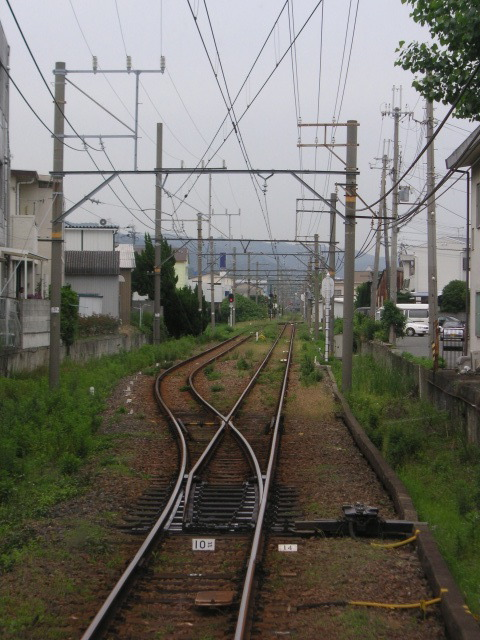
信号所全景（東松江側より）

梶取信号所（かんどりしんごうじょ）は、和歌山県和歌山市梶取にある、南海電気鉄道（南海）加太線の信号場である。

## 歴史
- 1950年（昭和25年）7月15日：松江線紀ノ川 - 東松江間に信号所開設。
- 1955年（昭和30年）2月15日：加太支線（1994年頃から加太線）の信号所となる。

## 構造
配線上は、4両分程度の有効長を持つ1線スルー構造ではあるが、信号所内は左側通行になっている。よって、加太行きは直線側を通過するが、和歌山市行きは行き違いが無くても分岐側を通る事になり、35km/h制限を受ける。なお、紀ノ川駅から当信号所の先（土入川手前）までの区間は、紀ノ川駅付近の複線部分を除いてコンクリート枕木化がなされ、一部でロングレール化も実施されている。また、同区間は複線化用地が確保されている。
加太線では西ノ庄駅以外の全駅に交換設備が備えられているが、現在でも、朝夕を中心にこの信号所で交換する列車が存在している。

## 周辺
- 和歌山県道7号粉河加太線
- 和歌山市立野崎西小学校

### バス路線
和歌山バス
- 梶取北停留所
  - 和歌山大学線73・273系統

## ギャラリー

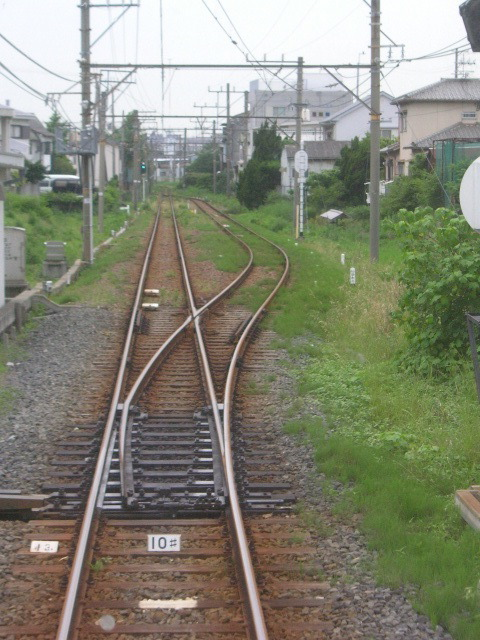
紀ノ川側より車内から信号所内を見る
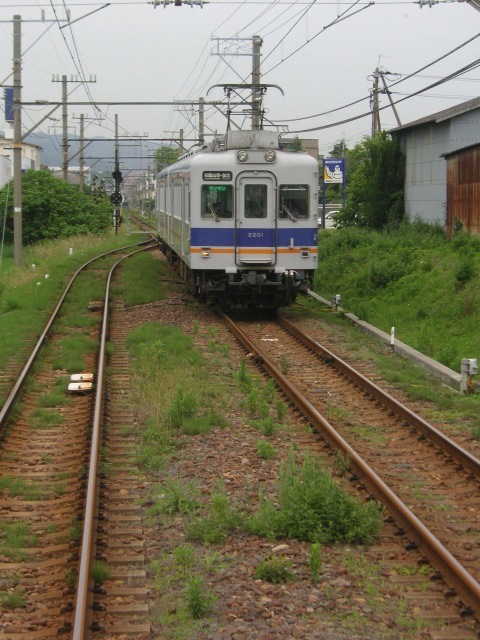
信号所内で交換待ち和歌山市行き電車内より加太行きの通過対向電車を見る

## 隣の駅
南海電気鉄道
■加太線
紀ノ川駅(NK44) - （梶取信号所） - 東松江駅(NK44-1)
座標: 北緯34度15分8.2秒 東経135度9分12.2秒 / 北緯34.252278度 東経135.153389度